# إيفانيلدو رودريغيش
إيفانيلدو رودريغيز (مواليد 12 ديسمبر 1988) هو لاعب كرة قدم قطري من أصل برازيلي يلعب كحارس مرمى .
لعب سابقاً مع أندية الشمال والجيش و لخويا والغرافة و المرخية و الأهلي و السد و الريان و معيذر.

## روابط خارجية
- إيفانيلدو رودريغيز على موقع Soccerway.com (الإنجليزية)